# ملعب بوكيت جليل الوطني
ملعب بوكيت جليل الوطني يقع في ضاحية بوكيت جليل التي تقع في كوالا لمبور في ماليزيا تم بناؤه في عام 1998 ويتسع لجلوس 100,420 متفرج وهو ملعب متعدد الاستخدامات.

## معرض صور

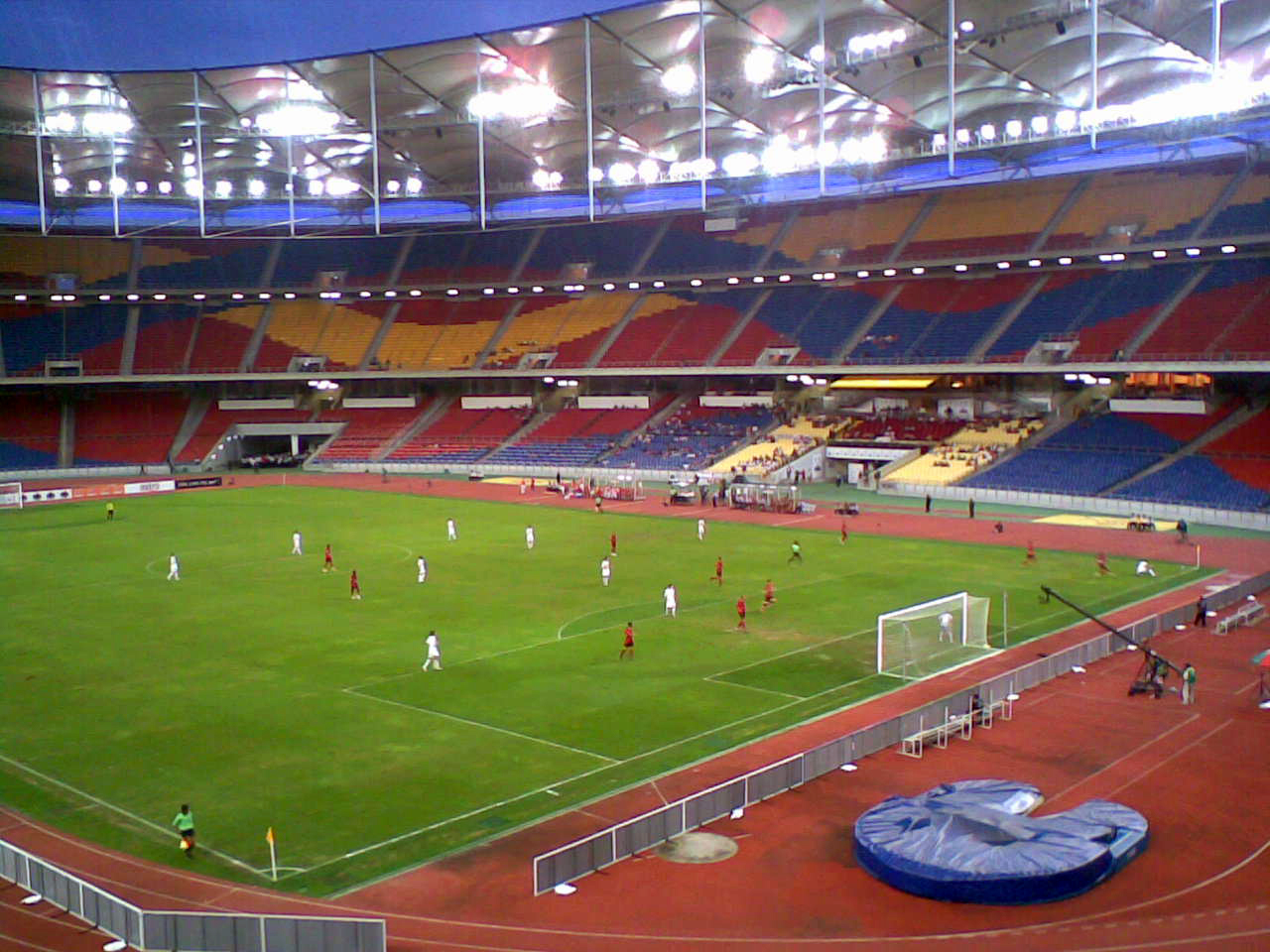